# Pestra splendida
Pestra splendida är en stekelart som beskrevs av Boucek 1988. Pestra splendida ingår i släktet Pestra och familjen puppglanssteklar. Inga underarter finns listade i Catalogue of Life.